# Francesco Servetto
Francesco Servetto (Cagliari, 4 dicembre 1918 – Milano, 3 luglio 1994) è stato un calciatore italiano, di ruolo centrocampista.

## Carriera
Dopo aver militato nella Pro Calcio San Giorgio, Servetto esordisce con il Cagliari nel Girone E della Serie C 1937-1938, chiudendo la stagione al tredicesimo e penultimo posto. La stagione seguente sempre con i rossoblu ottiene il quinto posto del Girone F, a cui segue un sesto nell'annata 1939-1940.
Nel 1940 passa al Genova 1893, che lo gira al Carbonia nella stagione 1941-1942. Con i biancoblu si piazza al sesto e penultimo posto del girone unico sardo della Prima Divisione 1941-1942.
Nel 1942 torna al Genova 1893, con cui non gioca alcun incontro.
Dopo la guerra torna a militare con i rossoblu liguri, che nel frattempo sono tornati a chiamarsi Genoa, con cui esordisce nella Divisione Nazionale 1945-1946 il 14 ottobre 1945 nella vittoria casalinga per 1-0 contro il Milan.
Nella prima stagione del dopoguerra, Servetto con i genoani otterrà il 12º posto nella Serie A Alta Italia e l'accesso alle semifinali della Coppa Alta Italia, perse contro il Novara. 	
La stagione seguente, nella rinata Serie A, Servetto con i suoi raggiunse il decimo posto a pari merito con altre tre squadre.
Nell'ultima stagione in rossoblu, 1947-1948, non scese mai in campo.
Nel 1948 torna al Cagliari, con cui ottiene il quindicesimo posto del Girone C della Serie C 1948-1949 ed il sesto in quella seguente.
Nel 1950 passa al Gruppo Sportivo Carbosarda, nuova denominazione del Carbonia, società in cui aveva già militato prima della guerra. Con i biancoblu raggiunse l'ottavo posto del Girone C della Serie C 1950-1951.